# هولي نيل
هولي نيل (بالإنجليزية: Holly Neill)‏ هي منافسة ألعاب القوى بريطانية، ولدت في 6 أبريل 1989.